# 19397 Lagarini
19397 Lagarini (1998 ER3) là một tiểu hành tinh vành đai chính được phát hiện ngày 3 tháng 3 năm 1998 bởi Khảo sát tiểu hành tinh OCA-DLR ở Caussols.